# إمي ماتشيدا
إمي ماتشيدا (باليابانية: 町田恵美) هي جعتية ‏ يابانية، ولدت في 1975 في مايه-باشي في اليابان.